# Kalifornische Taschenmaus
Die Kalifornische Taschenmaus (Chaetodipus californicus) ist ein im Westen Nordamerikas verbreitetes Nagetier in der Gattung der Rauhaar-Taschenmäuse.

## Merkmale
Mit einer Gesamtlänge von 190 bis 235 mm, inklusive eines 103 bis 143 mm langen Schwanzes sowie mit einem Gewicht von 16 bis 21 g ist die Art eine recht große Taschenmaus. Die Hinterfüße sind 24 bis 29 mm lang und die Länge der Ohren beträgt 9 bis 14 mm. Die Haare des borstigen Fells der Oberseite haben gelbe und schwarze Abschnitte, was ein gesprenkelt gelbbraunes Aussehen erzeugt. Das Fell der Unterseite ist weißgelb. Ein typisches Merkmal sind stachelartige Haare an den Extremitäten. Am Schwanz ist die Unterseite heller und es ist eine Quaste an der Spitze vorhanden. Die Kalifornische Taschenmaus hat nackte Fußsohlen.

## Verbreitung
Das Verbreitungsgebiet reicht vom zentralen Kalifornien in den Vereinigten Staaten bis in den nördlichen Teil der Halbinsel Niederkalifornien in Mexiko. Die Art lebt hauptsächlich im Vegetationstyp Chaparral und besucht gelegentlich trockene Grasflächen, Halbwüsten und Sanddünen.

## Lebensweise
Dieses Nagetier hält keinen Winterschlaf und ist nachtaktiv. Es wird bei kaltem Wetter träge und ernährt sich von Gräsern, Zweigen, Blättern, Pflanzensamen und Kräutern wie Salbei, die mit wenigen Insekten komplettiert werden. Zusätzliches Wasser wird nicht benötigt. Die Kalifornische Taschenmaus hält sich meist auf dem Boden auf und klettert zeitweise in flachen Büschen. Außerhalb der Fortpflanzungszeit zwischen April und Juli leben die Exemplare getrennt. Bei Weibchen kommen pro Jahr eine oder zwei Würfe mit zwei bis sieben Neugeborenen vor.

## Gefährdung
Die Veränderung der Landschaft durch intensive Weidewirtschaft, Brände und Errichtung von Bauwerken wirkt sich negativ auf den Bestand aus. Laut einer Einschätzung aus dem Jahr 2016 nimmt die Gesamtpopulation nur geringfügig ab. Die IUCN listet die Kalifornische Taschenmaus als nicht gefährdet (least concern).